# Angelo Sodano
Angelo Raffaele Sodano (Isola d'Asti, 23 de novembro de 1927 – Roma, 28 de maio de 2022) foi um diplomata e cardeal italiano, cardeal protetor da Pontifícia Academia Eclesiástica e Decano emérito do Colégio dos Cardeais.
Desempenhou frequentemente as funções de legado papal e de enviado especial do Papa. Entre 1991 e 2006, Sodano foi Cardeal Secretário de Estado da Cúria Romana e, de 2005 a 2019, Cardeal Decano. Como cardeal decano, convocou o conclave de 2013. 
Está envolvido em vários casos de proteção e encobrimento de clérigos perpetradores de abusos sexuais.

## Vida
Fez seus estudos no Seminário de Asti, na Pontifícia Universidade Gregoriana (doutorado em teologia), na Pontifícia Universidade Lateranense (doutorado em direito canônico) e Pontifícia Academia Eclesiástica, todas em Roma. Ele é um dos expoentes da teologia neoliberal.

## Sacerdócio
Foi ordenado sacerdote, em 23 de setembro de 1950, em Asti. Trabalhou pastoralmente na diocese de Asti e foi membro da faculdade de seu seminário, de 1950 a 1959. Sucessivamente, de 1959 a 1968, continuou seus estudos em Roma; foi secretário das nunciaturas no Equador, Uruguai e Chile. Nomeado camareiro secreto supernumerário, em 15 de junho de 1962. Nomeado capelão de Sua Santidade, em 21 de junho de 1963. Foi Oficial no Conselho para os Assuntos Públicos da Igreja, de 1968 a 1977.

## Episcopado
Foi nomeado arcebispo-titular de Nova Caesaris e em 30 de novembro de 1977, foi nomeado núncio apostólico no Chile,  onde permaneceu dez anos até Maio de 1988, em plena ditadura de Pinochet, que apoiou e tinha "em alta estima".
Foi ordenado bispo, em 15 de janeiro de 1978, em Asti, pelo Cardeal Antonio Samorè. Foi nomeado secretário do Conselho para os Assuntos Públicos da Igreja, em 23 de maio de 1988; depois da reorganização da Cúria Romana, secretário da seção para as relações com os Estados, na Secretaria de Estado, em 1 de março de 1989. Presidente da Pontifícia Comissão para a Rússia. Representante da Santa Sé nas reuniões de ministros de assuntos exteriores da Conferência Européia de Segurança e Cooperação, celebradas em Viena, Copenhague, Nova Iorque e Paris. Nomeado pró-secretário de estado, em 1 de dezembro de 1990.

## Cardinalato
Foi criado cardeal-presbítero, em 28 de junho de 1991, recebendo o barrete cardinalício e o título da Igreja de Santa Maria Nuova, em 28 de junho de 1991. É nomeado Secretário de Estado, em 29 de junho de 1991. Assistiu à I Assembléia Especial para a Europa do Sínodo dos Bispos, no Vaticano, de 28 de novembro a 14 de dezembro de 1991. Foi nomeado Legado pontifício à celebração dos 75 anos das Aparições de Nossa Senhora de Fátima, Portugal, em 13 de maio de 1992.
Enviado especial do Papa ao Dia da Santa Sé, Exposição Universal de Sevilha 1992, Sevilha, Espanha, em 29 de junho de 1992. Enviado papal ao funeral do Cardeal Frantisek Tomásek, arcebispo emérito de Praga, em Praga em 12 de agosto de 1992. Assistiu à Quarta Conferência Geral do Episcopado Latino-Americano, em Santo Domingo, República Dominicana, de 12 a 28 de outubro de 1992; foi um dos três presidentes delegados.
Promovido à ordem dos cardeais-bispos com o título da sé suburbicária de Albano, retendo in commendam o título de Santa Maria Nuova, em 10 de janeiro de 1994. Assistiu à Assembleia Especial para a África do Sínodo dos Bispos, no Vaticano, de 10 de abril a 8 de maio de 1994; a IX Assembleia Ordinária do Sínodo dos Bispos, no Vaticano, de 2 a 29 de outubro de 1994. Foi o Legado pontifício no encerramento das celebrações pelo VIII centenário do nascimento de Santo Antônio, Pádua, Itália, em 8 de dezembro de 1995; no encerramento das celebrações pelo VII centenário do Santuário de Loreto, Itália, em 10 de dezembro de 1995.
Legado pontifício ao XLVI Congresso Eucarístico Internacional, Wrocław, Polônia, de 24 de maio a 1 de junho de 1997. Enviado especial do Papa ao funeral de Madre Teresa de Calcutá na Índia, em 13 de setembro de 1997. Assistiu à Assembleia Especial para a América do Sínodo dos Bispos, no Vaticano, de 16 de novembro a 12 de dezembro de 1997. Legado pontifício ao Dia Mundial dos Enfermos, em Loreto, Itália, em 11 de fevereiro de 1998. Assistiu à Assembleia Especial para a Ásia do Sínodo dos Bispos, no Vaticano, de 19 de abril a 18 de maio de 1998. Legado pontifício às celebrações pelos 750 anos do Domo de Colônia, Alemanha, em 15 de agosto de 1998; as cerimônias de clausura do Encontro Continental da Juventude, Santiago, Chile, em 10 e 11 de outubro de 1998; às celebrações comemorando os 350 anos da Paz de Vestfália, em Osnabrück e em Münster, Alemanha, em 24 de outubro de 1998. Assistiu à Assembléia Especial para a Oceania de Sínodo dos Bispos, no Vaticano, de 22 de novembro a 12 de dezembro de 1998. Legado pontifício no encerramento da celebração do Encontro Europeu da Juventude, Santiago de Compostela, Espanha, de 4 a 8 de agosto de 1999.
Assistiu a II Assembleia Especial para a Europa do Sínodo dos Bispos, no Vaticano, de 1 de outubro a 23 de outubro de 1999. Legado pontifício à cerimônia de reabertura ao culto da Basílica Superior de São Francisco de Assis, e a consagração do novo altar papal, Assis, Itália, em 28 de novembro de 1999; à dedicação da Igreja da Imaculada Conceição de Maria, Moscou, Rússia, em 12 de dezembro de 1999. Legado pontifício às celebrações pelo milênio da arquidiocese de Gniezno,  na Polônia, celebradas nessa cidade em 12 de março do 2000; às celebrações do V centenário da Evangelização do Brasil, Porto Seguro, em 26 de abril do 2000. Em 13 de maio de 2000, a pedido de João Paulo II, revelou ao mundo a terceira parte do Segredo de Fátima.
Foi Legado pontifício às celebrações pelo milênio de Santo Estêvão da Hungria, Budapeste, em 20 de agosto de 2000.
No dia 30 de novembro de 2002, foi eleito vice-decano do Colégio Cardinalício.
No dia 30 de abril de 2005, o recém-eleito Papa Bento XVI confirmou o Cardeal Sodano no cargo de Secretário de Estado do Vaticano e aprovou sua eleição a decano do Colégio Cardinalício, sendo elevado no título cardinalício da Sé Suburbicária de Ostia. No dia 15 de setembro de 2006, entregou o cargo de secretário de Estado do Vaticano.
No dia 18 de setembro de 2012 foi nomeado pelo Papa Bento XVI como Padre Sinodal da 13ª Assembleia Geral Ordinária do Sínodo dos Bispos realizado no Vaticano de 7 a 28 de outubro de 2012.
O cardeal Sodano morreu de COVID-19 em 27 de maio de 2022 aos 94 anos.

## Casos de abusos sexuais
O ex-ministro irlandês das Relações Exteriores Dermot Ahern afirmou em 2018 que Sodano o pressionou em 2004 para "indemnizar a Igreja Católica contra ações legais de indemnização por sobreviventes de abuso sexual infantil clerical" na Irlanda, o que Ahern recusou.
Em 21 de dezembro de 2019, a Legião de Cristo identificou 33 dos seus sacerdotes e 71 dos seus seminaristas como tendo abusado sexualmente de 175 crianças durante décadas, e apontou Sodano como o líder dos esforços para encobrir as denúncias de abusos quando era Secretário de Estado. Sodano foi acusado de procurar um acordo para "enterrar" documentos que detalhavam os abusos.  Um terço dos casos de abusos sexuais que Sodano foi acusado de encobrir envolviam o fundador da Legião de Cristo e notório predador Marcial Maciel.  No mesmo dia, o Papa Francisco aceitou a demissão de Sodano como Decano do Colégio dos Cardeais.  O anúncio da sua demissão feito pela Sala de Imprensa da Santa Sé não forneceu qualquer motivo para a mesma. 
Jason Berry escreve que Sodano, como secretário de Estado de João Paulo II, "pressionou o Cardeal Joseph Ratzinger, então chefe da Congregação para a Doutrina da Fé e que se tornaria o Papa Bento XVI, a interromper as investigações de dois notórios casos de abuso sexual", o de Hans Hermann Groër e o do Marcial Maciel.
No seu discurso como Decano do Colégio dos Cardeais ao Papa Bento XVI na Páscoa de 2010, Sodano disse-lhe: "O povo de Deus está convosco e não se deixa impressionar pelos pequenos mexericos do momento, pelas provações que por vezes assaltam a comunidade dos crentes". As vítimas de abusos sexuais cometidos por clérigos interpretaram a observação como uma referência altamente inapropriada às suas queixas.
Em 8 de maio de 2010, a agência noticiosa católica austríaca Kathpress publicou observações feitas pelo Cardeal Christoph Schönborn, no que era suposto ser uma conversa privada com editores de jornais. O cardeal austríaco criticou o comentário de Sodano sobre "mexericos" e indicou que Sodano tinha bloqueado as acções do então Cardeal Ratzinger, que estava a exercer o cargo de chefe da Congregação para a Doutrina da Fé, e que tencionava investigar acusações contra o antecessor de Schönborn, o Cardeal Hans Hermann Groër. Schönborn acrescentou: "Os dias de encobrimento acabaram. Durante muito tempo, o princípio do perdão da Igreja foi falsamente interpretado e favoreceu os responsáveis e não as vítimas".
Sodano é um dos muitos bispos e cardeais católicos que são acusados, numa carta de agosto de 2018, pelo antigo núncio apostólico nos Estados Unidos, o arcebispo Carlo Maria Viganò, de não terem agido perante as denúncias de má conduta sexual do cardeal Theodore McCarrick. De acordo com Viganò, os seus antecessores no cargo de núncio tentaram avisar a Santa Sé sobre McCarrick, mas McCarrick foi protegido por uma série de secretários de Estado, incluindo Sodano.

## Conclaves
- Conclave de 2005 - participou como vice-decano do Colégio de Cardeais da eleição de Papa Bento XVI.
- Conclave de 2013 - não participou da eleição de Papa Francisco, era o decano do Colégio de Cardeais mas não era votante.

## Ordenações episcopais
O Cardeal Ângelo Sodano foi o ordenante principal de mais de 60 bispos:
Ordenante principal dos seguintes bispos:
- Juan Bautista Herrada Armijo, O. de M. † (1982)
- Francisco Javier Prado Aránguiz, SS.CC. (1984)
- Sebastian Kräuter † (1990)
- Petru Gherghel (1990)
- Mario Rizzi † (1991)
- Adriano Bernardini (1992)
- Lorenzo Baldisseri (1992)
- André Dupuy (1993)
- Domenico De Luca † (1993)
- Renzo Fratini (1993)
- Francisco-Javier Lozano Sebastián (1994)
- Giuseppe Lazzarotto (1994)
- Luigi Ventura (1995)
- Juliusz Janusz (1995)
- Christophe Louis Yves Georges Pierre (1995)
- Antonio Sozzo (1995)
- Antonio Lucibello (1995)
- Gianni Danzi † (1996)
- Emil Paul Tscherrig (1996)
- Silvano Maria Tomasi, C.S. (1996)
- Aldo Cavalli (1996)
- Edward Joseph Adams (1996)
- Hans Schwemmer † (1997)
- Leonardo Sandri (1997)
- Luigi Gatti (1998)
- Giuseppe Pittau, S.J. † (1998)
- Nikola Eterović (1999)
- Mario Zenari (1999)
- Luigi Bonazzi (1999)
- Orlando Antonini (1999)
- Angelo Mottola † (1999)
- Mario Roberto Cassari † (1999)
- Joseph Chennoth (1999)
- Antonio Mennini (2000)
- Alfonso Badini Confalonieri (2001)
- Giovanni Angelo Becciu (2001)
- Giuseppe De Andrea † (2001)
- Ivan Jurkovič (2001)
- Ivo Scapolo (2002)
- Dominique Mamberti (2002)
- Zbigniew Kiernikowski (2002)
- Antonio Arcari (2003)
- Eliseo Antonio Ariotti (2003)
- Carlo Liberati (2004)
- Anselmo Guido Pecorari (2004)
- Velasio De Paolis, C.S. (2004)
- Renato Boccardo (2004)
- Paul Richard Gallagher (2004)
- Raffaello Funghini † (2004)
- Mario Giordana (2004)
- Andrés Carrascosa Coso (2004)
- Martin Vidović (2004)
- Jerzy Maculewicz, O.F.M. Conv. (2005)
- Giambattista Diquattro (2005)
- Michael August Blume, S.V.D. (2005)
- Nicola Girasoli (2006)
- Nikolaus Messmer, S.J. † (2006)
- Athanasius Schneider, O.R.C. (2006)
- Leopoldo Girelli (2006)
- Gianfranco Agostino Gardin, O.F.M. Conv. (2006)
- James Patrick Green (2006)
- Janusz Wiesław Kaleta (2006)
- Santo Rocco Gangemi (2012)

Co-ordenante dos seguintes bispos:
- John Bukovsky, S.V.D. † (1990)
- Antonio Franco (1992)
- Carlo Maria Viganò (1992)
- Crescenzio Sepe (1992)
- Luigi Travaglino (1992)
- Tadeusz Rakoczy (1992)
- Tadeusz Władysław Pieronek † (1992)
- Enzo Dieci (1992)
- Piero Marini (1998)
- James Michael Harvey (1998)
- Stanisław Dziwisz (1998)
- Fernando Filoni (2001)
- Marc Ouellet, P.S.S. (2001)
- Henryk Józef Nowacki (2001)
- Timothy Broglio (2001)
- Domenico Sorrentino (2001)
- Tomash Bernard Peta (2001)
- Marcelo Sánchez Sorondo (2001)
- Giampaolo Crepaldi (2001)
- Đura Džudžar (2001)
- Savio Hon Tai-Fai, S.D.B. (2011)
- Marcello Bartolucci (2011)
- Celso Morga Iruzubieta (2011)
- Antonio Guido Filipazzi (2011)
- Edgar Peña Parra (2011)